# Anton Remenchik
Anton Igorevich Remenchik (tiếng Nga: Антон Игоревич Ременчик; sinh ngày 18 tháng 4 năm 1984) là một cầu thủ bóng đá người Nga. Hiện tại anh thi đấu cho FC Pskov-747.